# Mossitenga
Mossitenga est une commune rurale située dans le département de Tibga de la province du Gourma dans la région de l'Est au Burkina Faso.

## Géographie
Mossitenga est situé à 20 km au Nord-Ouest de Tibga et 4 km à l'Est de Moaka dans le département voisin de Gounghin.

## Santé et éducation
Le centre de soins le plus proche de Mossitenga est le centre de santé et de promotion sociale (CSPS) de Moaka.